# Beest (Openbaring)

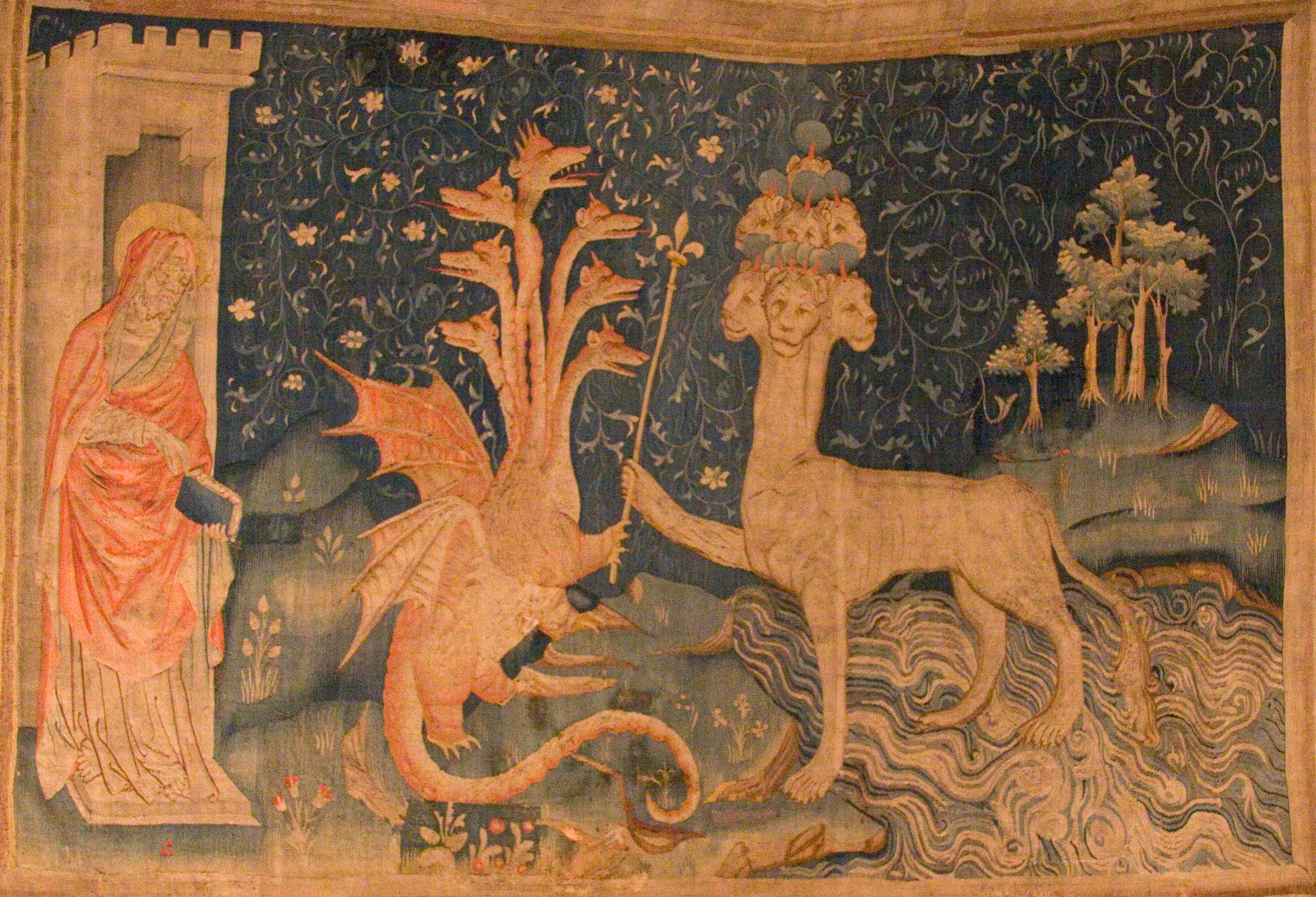
La Bête de la Mer (uit het Apocalyps van Angers in Angers, Frankrijk). Een middeleeuws wandtapijt; dit detail toont Johannes, de draak en het Beest uit de zee.

Het Beest (Koinè: Θηρίον, thērion) kan naar een of twee beesten verwijzen die in de Openbaring van Johannes worden beschreven.
Van het eerste beest wordt gezegd dat het uit de "onderaardse diepte" opstijgt (Openbaring 11:7). Dit beest wordt vaak gelijkgesteld met het "beest uit de zee" dat autoriteit en macht werd gegeven door de draak (Openbaring 13:1-10) en / of met het beest dat "was, en niet is" en waarvan de betekenis van deze mysterieuze verschijning wordt onthuld in Openbaring 17:7-18. Niet iedereen deelt die gelijkstelling, zoals Bousset die een parallel ziet in Hemelvaart van Mozes 8-9 waar wordt geprofeteerd dat in de eindtijd een barbaars, antigoddelijk tiran in Jeruzalem zal optreden.
Het tweede beest "kwam op uit de aarde" en leidt alle volken op aarde tot aanbidding van het eerste beest. "Het getal van het Beest" is 666 en duidt een mens aan (Openbaring 13:11-18).

## Interpretatie
In het preterisme wordt het beest "uit de aarde" vaak gezien als de Romeinse cultus rondom de keizer. In het historicisme van de Reformatie werd het beest en de "valse profeet" geïnterpreteerd als het pausdom in zijn politieke en religieuze zin.
De beschrijving van de beesten lijkt op die van de vier koninkrijken van Daniël uit Daniël 2 en 7 en het visioen van de ram en de geitenbok in Daniël 8.